# Olynthus lorea
Olynthus lorea is een vlinder uit de familie van de Lycaenidae. De wetenschappelijke naam van de soort werd als Thecla lorea in 1883 gepubliceerd door Möschler.

## Synoniemen
- Olynthus pressus Austin & Johnson, 1998